# Gnoriste meigeniana
Boletina meigeniana, Mycetophila meigeniana, Mycetophila crassa
Espèce
Synonymes
- †Boletina meigeniana, (Heer, 1856)
- †Mycetophila meigeniana, Heer, 1856
- †Mycetophila crassa Giebel, 1856

Gnoriste meigeniana est une espèce fossile d'insectes diptères nématocères de la famille des Mycetophilidae (littéralement « amis des champignons »).

## Classification
L'espèce Gnoriste meigeniana est décrite en 1856 par le naturaliste suisse Oswald Heer (1809-1883) sous le protonyme Mycetophyla meigeniana,.
L'espèce Mycetophila crassa est décrite la même année par le paléontologue prussien Christian Gottfried Giebel (1820-1881),.

### Renommages
Après sa description sous le taxon Mycetophyla meigeniana, cette espèce est d'abord renommée Boletina meigeniana en 1891 par l'entomologiste et paléontologue allemand Bruno Förster (1852-1924), ce qui est confirmé en 1909 par l'entomologiste américain Oskar Augustus Johannsen (en) (1870-1961),.
L'espèce Boletina meigeniana est à son tour reclassée sous le taxon Gnoriste meigeniana en 1937 par le paléontologue français Nicolas Théobald (1903-1981), ce qui est validé en 2021 par Sarah Siqueira Oliveira (d) et Dalton De Souza Amorim (d),.
Parallèlement, l'espèce décrite sous le taxon Mycetophila crassa est considérée comme un synonyme de Boletina meigeniana en 1907 par l'entomologiste autrichien Anton Handlirsch (1865-1935) et suit dès lors les reclassements de ce taxon.

### Fossiles
Selon Paleobiology Database en 2023, le nombre de collection de fossiles est de trois :
- Miocène, une collection de Croatie, venant de Radoboj et conservée dans la collection « K. K. Montanistischen », décrite en 1849 par Oswald Heer[9],[2] ;
- Oligocène, deux collections de France, d'Aix-en-Provence, de la collection Murchison, décrit en 1829 par J. Curtis[10] et du MNHNP, et décrite en 1915 par l'entomologiste et paléontologue belge Fernand Meunier (1868-1926)[11],[2]

### Étymologie
L'épithète spécifique meigeniana honore l'entomologiste et diptérologue allemand Johann Wilhelm Meigen (1764-1845).

## Description

### Caractères
Diagnose de Nicolas Théobald en 1937,

« Insecte incomplètement conservé. Tête arrondie, portant deux antennes cylindriques, homonomes. Thorax ovale. Abdomen manque. Pattes longues ; tibia armé de plusieurs rangées de poils et de deux longs cils apicaux. Ailes transparentes ; nervation assez bien conservée ; Sc se terminant vers le milieu du bord antérieur ; R longue ; Rs se terminant au sommet ; M réunie à Rs par une courte nervure transversale, bifurquée, fourche longue ; Cu bifurquée près de la base de l'aile ; deux anales. ».

### Dimensions
La longueur de l'aile est de 5,5 mm.

### Affinités
« L'échantillon Am 32 appartient sans doute à Mycetophila Meigeniana Heer mais il ne s'agit pas du g. Mycetophila qui a une Sc très courte, une R se terminant vers le milieu du bord antérieur et un Rs se terminant avant le sommet. La nervation se rapproche le plus de celle du g. Gnoriste, mais sans lui être identique. Dans ce dernier genre en particulier, la fourche de M est moins longue. Nous n'avons pas pu observer non plus la face allongée qui est caractéristique de ce genre.
Il subsiste donc des doutes sur l'attribution générique de cette forme qui appartient certainement aux Mycetophilidae. ».

## Biologie
« Le g. Gnoriste est connu d'Europe, du Groenland, de l'Amérique du Nord, du Chili, de l'Himalaya. ».

### Publications originales
- Sous le taxon Mycetophila crassa :
  - [1856] (de) Christian Gottfried Giebel, Fauna der Vorwelt mit steter Berücksichtigung der lebenden Thiere : Insekten und Spinnen, vol. 2, 1856, 1-511 p. (lire en ligne).
- Sous le taxon Mycetophyla meigeniana :
  - [1856] (de) Oswald Heer, « Ueber die fossilen Insekten von Aix in der Provence », Vierteljahrsschrift der Naturforschenden Gesellschaft in Zürich, vol. 1,‎ 1856, p. 1-40 (lire en ligne).